# Jackée Harry
Jackée Harry (ur. 14 sierpnia 1956 w Winston-Salem w stanie Karolina Północna, USA) – amerykańska aktorka.